# Miguel Such Martín
Miguel Such (Málaga, 17 de enero de 1889-1945) fue un reconocido prehistoriador español. 

## Biografía
Después de cursar sus estudios de la segunda enseñanza, se inclinó hacía la idea de viajar pues, el fin que motivaba a Miguel era el de aprender idiomas y ampliar sus conocimientos.
Tras su regreso, contrajo matrimonio con Dolores Lara Rodríguez y comenzó a trabajar como agente comercial de la Unión Alcoholera Española, donde al tiempo acabaría por sustituir a su padre como administrador. Su gusto por la prehistoria no fue algo que descubriese en esta época de su vida, sino que podría provenir de sus otros pasatiempos: la fotografía y la geología.
Such perteneció a la Asociación Excursionista de Málaga, redescubriendo la cueva de Hoyo de la Mina en una salida con esta agrupación; también era miembro de la Sociedad Malagueña de Ciencias, conocida actualmente como Academia Malagueña de Ciencias, donde pudo conocer a diversos arqueólogos y al famoso Henri Breuil, quien en esos momentos daba clases sobre el arte en la prehistoria.

### Estudios de la Cueva Hoyo de la Mina
El año 1917 fue decisivo en su trayectoria como arqueólogo aficionado pues, mediante la realización de una excursión espeleológica, entró en el redescubrimiento de la cueva Hoyo de la Mina. Sin embargo, su labor investigadora se vio pausada un año, pues el propietario de la tierra puso inconvenientes a Such debido a que deseaba recibir algún beneficio por el mencionado descubrimiento. Consiguiendo finalmente una autorización en el año 1918 para sus trabajos, recibió la ayuda de peones, hermanos y amigos. Breuil le convenció para publicar sus resultados en el n.º 2 del Boletín de la Sociedad Malagueña de Ciencias con la relevancia que competía a la Prehistoria, llegando a tener una gran difusión europea. Sin embargo, todo se vio interrumpido mientras esperaban a la Comisión de Investigación Paleontológica y Prehistórica de París, y una subvención. Sin que sepamos la causa los trabajos fueron suspendidos.

### Sus últimos años
A partir del paro en las investigaciones, la trayectoria de Such fue difícil de seguir. Debido al contexto nacional y a su ideología republicana, contraria al régimen franquista, le llevó a tener que huir, por la guerra civil, a través de la Carretera de Almería. Una vez llegó a Barcelona pudo conseguir el pasaporte para poder cruzar a Francia. Allí su amigo Breuil le ayudó hasta que Such realizó su exilio definitivo a Colombia.
En un primer momento, ejerció como conferenciante en la Biblioteca Nacional de Bogotá, dirigiéndose más tarde al Departamento de Santander Sur, donde trabajó como profesor e investigador arqueológico en necrópolis y recintos funerarios de la zona. En abril de 1945, mientras se encontraba en las selvas de Venezuela, a los 56 años de edad, Miguel Such enfermó de una hernia inguinal que ya padecía. Finalmente fallecería el 21 de ese mismo mes en el hospital Bucaramanga.